# Сукель, Матуш
Матуш Сукель (словац. Matúš Sukeľ; род. 23 января 1996, Липтовски-Микулаш) — словацкий хоккеист, центральный нападающий. Сейчас играет за клуб чешской Экстралиги «Литвинов».

## Карьера

### Клубная
Матуш Сукель родился в городе Липтовски Микулаш, играл в юниорской (2011-13 гг) и основной (2013-18 гг) командах местного клуба. В 2018 году перешёл в клуб КХЛ «Слован Братислава», через год подписал контракт с клубом чешской Экстралиги «Спарта Прага», за который выступает в настоящее время.

### Сборная Словакии
Сукель является игроком сборной Словакии. В 2015 году завоевал бронзовую медаль на молодёжном чемпионате мира.
Участник домашнего чемпионата мира 2019 года, на котором сыграл 7 матчей, забил 5 голов.

## Достижения
- Бронзовый призёр молодёжного чемпионата мира 2015

## Статистика
Обновлено на начало сезона 2019/2020
Словацкая экстралига — 163 игры, 114 очков (58 шайб + 56 передач)
КХЛ — 65 игр, 18 очков (10+8)
Словацкая вторая лига — 60 игр, 36 очков (17+19)
Сборная Словакии — 31 игра, 12 очков (8+4)
Всего за карьеру — 319 игр, 180 очков (93+87)